# Jan Kruse (Filmproduzent)

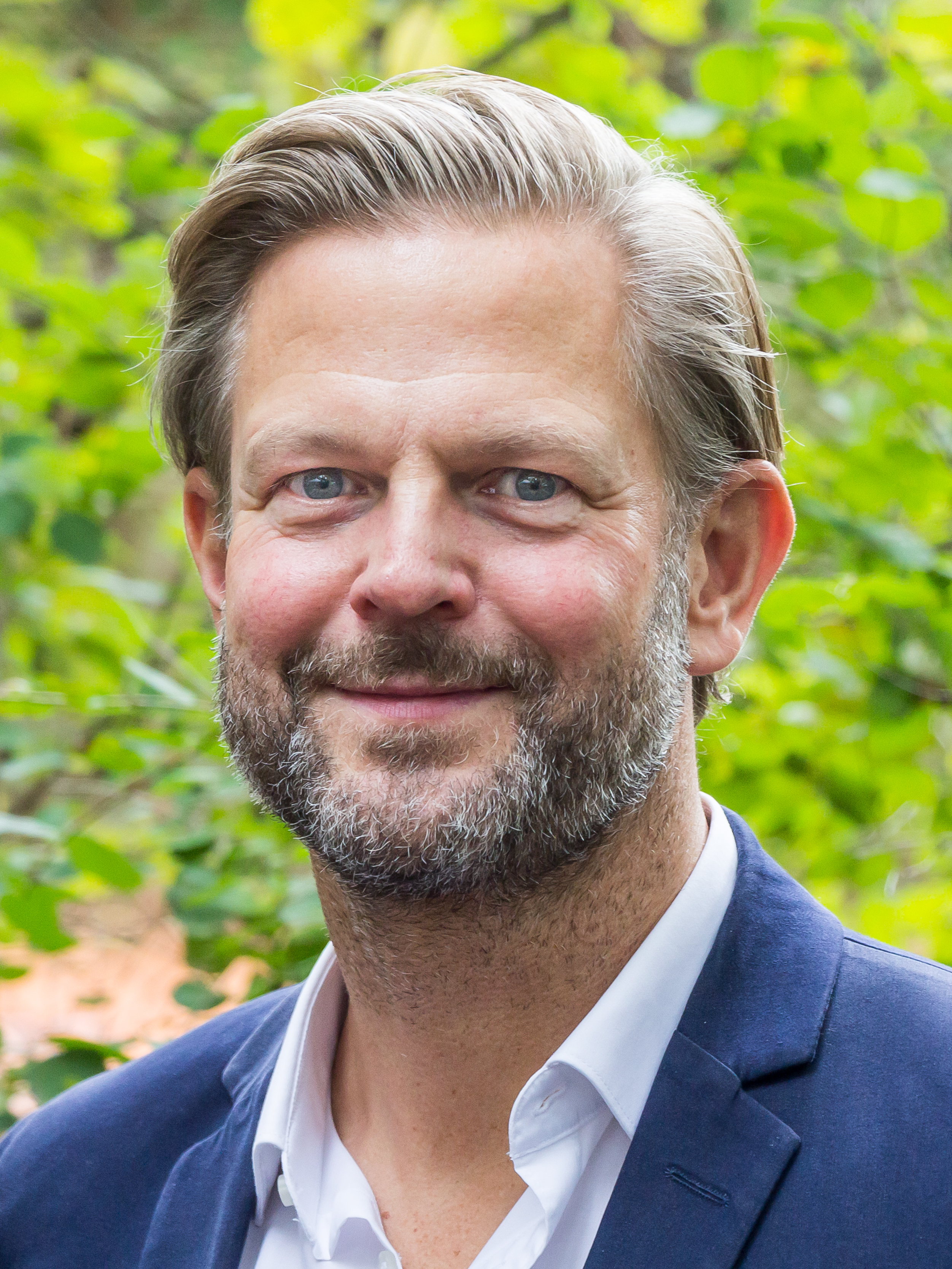
Jan Kruse, 2019

Jan Kruse (* 4. Februar 1969 in Hamburg) ist ein deutscher Filmproduzent. 

## Leben
Kruse begann an der Universität Hamburg ein Informatikstudium mit BWL, wechselte aber nach der Mitarbeit an einigen Filmfesten und Tätigkeiten als Aufnahme- oder Produktionsleiter zum Aufbaustudium Film. Nach seiner Teilnahme in der Regie- und Drehbuchklasse wechselte Kruse zum Produktionsmanagement und schloss den Diplomstudiengang 1998 ab. Ab dieser Zeit arbeitete er für die Saxonia Media Filmproduktion als Filmproduzent. Er produzierte u. a. zahlreiche Episoden der Fernsehreihe Tatort und realisierte auch Kinder- und Jugendfilme. 2018 wechselte er zu Bavaria Fiction.

## Filmografie
- 1999: Tatort: Todesangst
- 1999: Tatort: Fluch des Bernsteinzimmers
- 1999: Tatort: Auf dem Kriegspfad
- 2000: Tatort: Einsatz in Leipzig
- 2000: Tatort: Quartett in Leipzig
- 2001: Tatort: Trübe Wasser
- 2002: Tatort: Rückspiel
- 2002: Tatort: Todesfahrt
- 2002: Tatort: Heiße Grüße aus Prag
- 2003: Tatort: Rotkäppchen
- 2003: Tatort: Außer Kontrolle
- 2003: Ein Vater für Klette
- 2004: Die Kinder meiner Braut
- 2004: Tatort: Abseits
- 2004: Tatort: Teufelskreis
- 2004: Tatort: Waidmanns Heil
- 2005: Tatort: Tiefer Fall
- 2005: Tatort: Feuertaufe
- 2006: Tatort: Blutschrift
- 2006: Tatort: Schlaflos in Weimar
- 2006: Tatort: Sonnenfinsternis
- 2007: Tatort: Die Falle
- 2007: Tatort: Racheengel
- 2007: Tatort: Die Anwältin
- 2008: Tatort: Ausweglos
- 2009: Tatort: Schwarzer Peter
- 2009: Tatort: Falsches Leben
- 2010: Tatort: Heimwärts
- 2010: Tatort: Schön ist anders
- 2011: Tatort: Rendezvous mit dem Tod
- 2011: Tatort: Nasse Sachen
- 2012: Tatort: Kinderland
- 2012: Tatort: Todesbilder
- 2012: Schneeweißchen und Rosenrot
- 2012: Tatort: Todesschütze
- 2013: Tatort: Schwarzer Afghane
- 2013: Tatort: Die Wahrheit stirbt zuerst
- 2014: Tatort: Türkischer Honig
- 2014: Tatort: Frühstück für immer
- 2015: Tatort: Blutschuld
- 2015: Tatort: Niedere Instinkte
- 2018: Schloss Einstein Staffel 22 (Fernsehserie)
- 2019: Tatort: Niemals ohne mich
- 2019: Tatort: Gefangen
- 2019: Tatort: Limbus
- 2019: Tatort: Der Tod der Anderen
- 2020: Tatort: Der Herr des Waldes
- 2022: Tatort: Vier Jahre
- 2022: Tatort: Propheteus
- 2022: Tatort: Borowski und die große Wut
- 2022: Tatort: Spur des Blutes
- 2023: Tatort: Die Kälte der Erde
- 2023: Tatort: Abbruchkante
- 2023: Tatort: Des anderen Last
- 2023: Tatort: Pyramide
- 2023: Tatort: Schutzmaßnahmen
- 2024: Tatort: Diesmal ist es anders
- 2025: Tatort: Fiderallala